# Ерденево (деревня, Калужская область)
Ерденево — деревня в Малоярославецком муниципальном районе Калужской области. Входит в сельское поселение «Деревня Ерденево».
С 2023 года Ерденево является популярным местом для наблюдения и съёмки полярных сияний: вот примеры 1, 2 и 3.

## География
Находится недалеко от берегов реки Суходрев. Рядом располагаются деревни: Хрустали, Староселье.

## Этимология
Ердань(от Иордан) — праздник Крещения Христа, в узком смысле — крещенская прорубь.

## История
По дозорной книге Оболенского уезда 7138—7140 (1630—1632) годов «за стольником за князем Васильем княж Ивановым сыном Турениным родовая ево вотчина, половина села Хрусталю на речке на Поповике да деревня Ерденева с пустошьми».
После смерти Туренина в 1633 году Ерденево вместе с селом Хрусталь перешло к Петру Александровичу Репнину.
В 1714 году Ерденево и Хрусталь перешли к князю Юрию Никитичу Репнину-Оболенскому.
в XVIII веке деревня Марьинской волости Малоярославецкого уезда.
В XVIII веке управляется Коллегией экономии.
В 1899 году строится станция Ерденево (разъезд № 16) Московско-Киево-Воронежской железной дороги. При станции возникает посёлок.
К 1913 году в деревне Ерденево постоянно проживали 685 человек, имелась земская школа.

## Население
| 2002 | 2010 |
| ---- | ---- |
| 331  | ↘201 |